# Delphine Ernotte

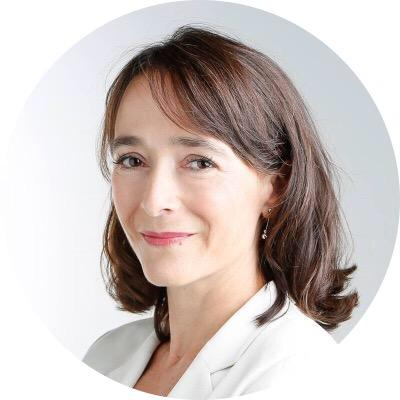
Delphine Ernotte, 2018

Delphine Ernotte geboren Cunci (* 28. Juli 1966 in Bayonne) ist eine französische Ingenieurin und Kommunikations- und Medienmanagerin. Sie ist Präsidentin von France Télévisions und der Europäischen Rundfunkunion.

## Kindheit und Studium
Delphine Ernotte ist die Tochter der Ärzte Roger Cunci und Simone Brana. Ihr Großvater mütterlicherseits, Jean-Pierre Brana, war Bürgermeister (maire) von Bayonne. Ihre Schwester, Marie-Christine Lemardeley, ist eine Anglistin, die von 2008 bis 2014 Präsidentin der Universität Paris III – Sorbonne Nouvelle war und kommunalpolitisch aktiv ist.
Delphine Ernotte besuchte die Classe préparatoire am Lycée Hoche in Versailles, bevor sie 1989 die École Centrale Paris mit einem Ingenieurdiplom abschloss.

## Karriere
Delphine Ernotte kam 1989 zu France Télécom (später bekannt als Orange), wo sie bis 1993 als Finanzanalystin arbeitete. Von 1993 bis 1999 war sie als Ökonomin auf Managementebene tätig. Von 1999 bis 2000 war sie Leiterin der Pariser Filialen und von 2000 bis 2004 Geschäftsführerin der Tochtergesellschaft La Société de diffusion de radiotéléphonie (SDR). Von 2004 bis 2006 war sie Leiterin der Niederlassung Centre-Val de Loire von Orange. Von 2006 bis 2008 war sie als Direktorin für Kommunikation tätig und setzte Strategien zur Änderung der Identität einer Marke um (von France Télécom zu Orange). Von 2008 bis 2009 war sie kaufmännische Leiterin von Orange France und von 2009 bis 2010 Leiterin von Orange Distribution, einer Tochtergesellschaft. 2010 wurde sie in den Vorstand von Orange berufen und von 2011 bis 2015 war sie CEO von Orange France.
Während ihrer Amtszeit begingen ein Dutzend Mitarbeiter aufgrund der stressigen Arbeitskultur Selbstmord. Sie wurde dafür von der französischen Gewerkschaft Confédération française de l’encadrement - Confédération générale des cadres (CFE-CGC) kritisiert.
Delphine Ernotte ist seit 2015 Präsidentin von France Télévisions, als Nachfolgerin von Rémy Pflimlin. Sie ist die erste Frau an diesem Posten. Ihre Ernennung wurde von einigen Mitgliedern des Conseil supérieur de l’audiovisuel (CSA) kritisiert.
Ernotte wird als Feministin gesehen. Während sie bei Orange arbeitete, gründete sie Inov’Elles zur Frauenförderung. Sie hat France Télévisions als „einen von weißen Männern über 50 geführten Fernsehsender“ kritisiert.
Im Jahr 2020 wurde Delphine Ernotte zur Präsidentin der Europäischen Rundfunkunion gewählt, mit der Aufgabe, „den Wert und die Bedeutung der öffentlich-rechtlichen Medien in ganz Europa zu fördern“. Sie hat am 1. Januar 2021 den ehemaligen BBC-Generaldirektor Tony Hall abgelöst. Sie ist die erste Frau an der Spitze der Europäischen Rundfunkunion.
Ernotte ist Mitglied der Global Task Force for Public Media, einer Initiative der Public Media Alliance, seit deren Gründung im September 2019.
Ernotte war Vorstandsvorsitzende der École nationale supérieure de la photographie in Arles. Sie ist Mitglied des elitären Klubs Le Siècle.

## Auszeichnungen
Im Jahr 2011 wurde sie zum Ritter des Ordre national du Mérite und im Jahr 2014 zum Ritter der Ehrenlegion ernannt.

## Privatleben
Delphine Ernotte ist mit Marc Ernotte, einem Theaterschauspieler, verheiratet. Sie haben zwei Kinder.